# Tïmwr Moldağalïyev
Tïmwr Moldağalïyev (in kazako Тимур Молдағалиев?, in russo Тимур Канатович Молдагалиев?, Timur Kanatovič Moldagaliev; 29 settembre 1984) è un calciatore kazako, difensore dell'Oqjetpes.